# Принцесса на тридцать дней
«Принцесса на тридцать дней» (англ. Thirty-Day Princess) — кинофильм режиссёра Мариона Геринга, вышедший на экраны в 1934 году. Экранизация рассказа Кларенса Бадингтона Келланда, опубликованного в журнале Ladies' Home Journal.

## Сюжет
Во время посещения государства Тарония, находящегося где-то в Европе, влиятельный американский банкир Ричард Грешем знакомится с местным королём и предлагает тому взять кредит, чтобы улучшить условия жизни населения. Чтобы кредит одобрили, кто-то должен отправиться в Америку в качестве представителя страны и провести грамотную пиар-кампанию. Выбор падает на юную принцессу Катерину, однако вскоре после прибытия в Нью-Йорк та заболевает свинкой и план оказывается под угрозой срыва. У мистер Грешема рождается идея заменить принцессу двойником. Посланные во все концы города детективы находят бедную актрису Нэнси Лейн, как две капли воды похожую на принцессу. Нэнси соглашается на предложение, быстро усваивает необходимые манеры и получает дополнительное задание — очаровать цепкого газетчика Портера Мэдисона, слишком рьяно «копающего» под банкира. Актриса не только справляется с этим заданием, но и сама влюбляется в молодого человека...

## В ролях
- Сильвия Сидни — Нэнси Лейн / принцесса Катерина
- Кэри Грант — Портер Мэдисон III
- Эдвард Арнольд — Ричард Грешем
- Генри Стивенсон — король Анатоль XII
- Винс Барнетт — граф Николаус
- Эдгар Нортон — барон Пассерия
- Рэй Уокер — Дэн Кирк
- Люсьен Литтлфилд — Паркер
- Роберт Макуэйд — управляющий редактор
- Джордж Бакстер — Дональд Споттсвуд
- Маргерит Намара — фрейлина